# La Frégate fracassante
La Frégate fracassante (De kleppende klipper en néerlandais) est le trente-troisième album de la bande dessinée de la série Bob et Bobette. Il porte le numéro 95 de la série actuelle. Il a été écrit par Willy Vandersteen et publié dans De Standaard et Het Nieuwsblad du 11 février 1955 au 27 juin 1955.

## Synopsis
Alors que nos amis regardent la télé, le programme est interrompu par un vaisseau pirate et la diffusion du torax de Jérôme. Lambique, Bob, Bobette et Sidonie vont alors chez Barabas, accompagnés d'Antoine, le fils du voisin, qui les a "aidé" à retrouver Jérôme. Ce dernier chipote à la Télétemps et se retrouve en 1717. Nos amis volent alors à sa rescousse et aident les habitants d'une île à se débarrasser d'un vaisseau fantôme qui sème la terreur. Le gouverneur de l'île serait-il impliqué ? 

## Personnages
- Bob
- Bobette
- Lambique
- Sidonie
- Jérôme
- Barabas
- Antoine
- Le gouverneur

## Lieux
- Belgique
- Îles-du-Vent

## Éditions et clin d'œil culturel
Avec la réédition dans la série en quadrichromie, La frégate fracassante a été non seulement colorée, mais aussi complètement repensée, comme l'île d'Amphoria, le roi boit , l'oiseau blanc et le singe volant. Dans d'autres histoires, souvent, seuls certains personnages (comme Jérôme) ont été redessinés.
L'émission télévisée que Bob, Bobette et leurs amis regardent au début de l'histoire s'appelle Bazar de la jungle, un jeu de mots sur Ramdam de la jungle, une série d'aventure de 1952-1953. Dans l'album original, la speakerine était une caricature de Paula Semer. Dans la version couleur, elle a été remplacée par Niki Bovendaerde.